# Hubert Theophil Simar

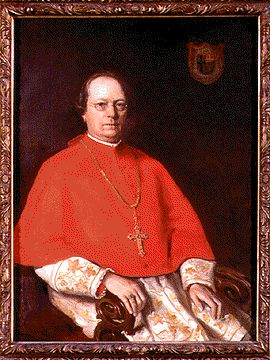
Erzbischof Hubertus Theophil Simar im so genannten Legatenpurpur, das die Erzbischöfe von Köln auch tragen dürfen, wenn sie wie Simar keine Kardinäle sind (Gemälde von Carl Murdfield)

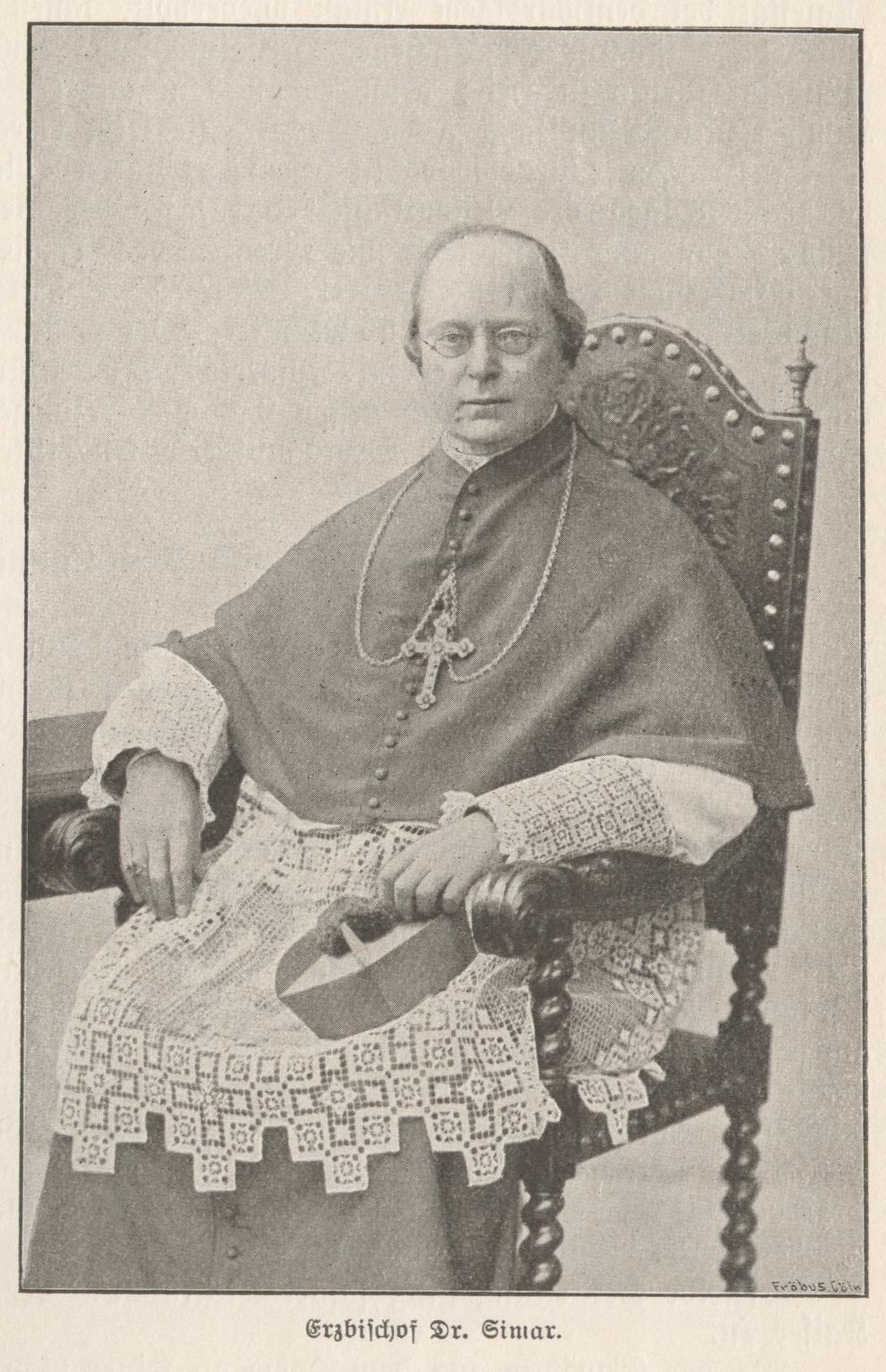
Erzbischof Hubert Simar, Foto

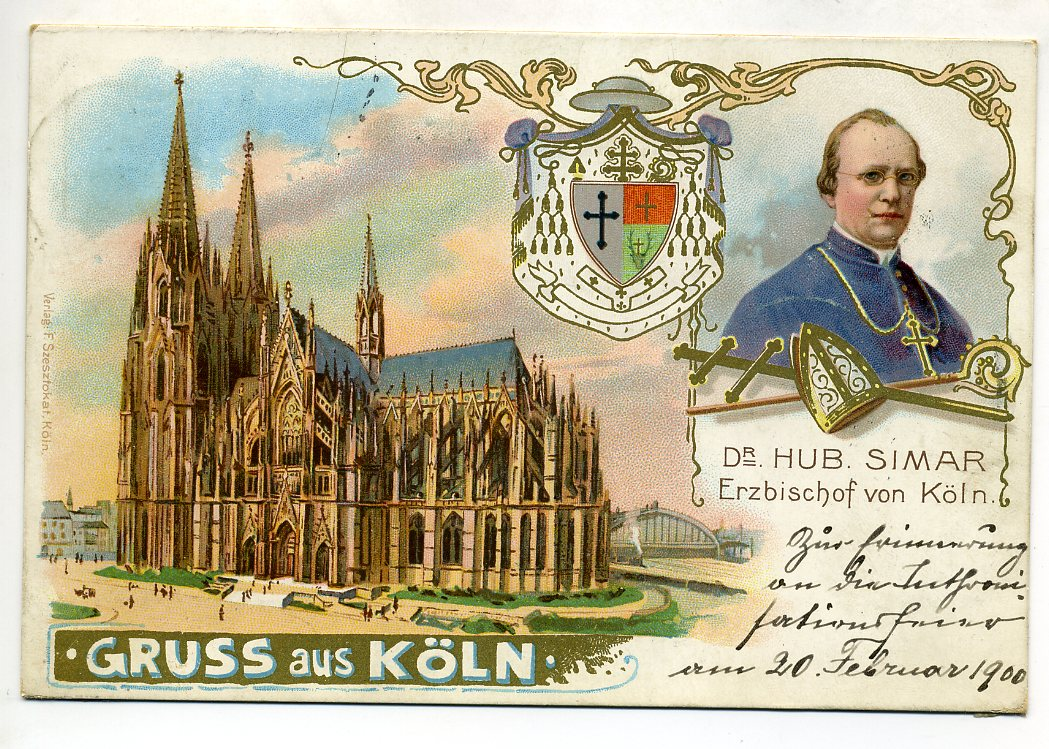
Erzbischof Simar von Köln, 1900

Hubert Theophil Simar, auch Hubertus Theophilus Simar genannt, (* 14. Dezember 1835 in Eupen; † 24. Mai 1902 in Köln) war von 1891 bis 1899 Bischof von Paderborn und von 1899 bis 1902 Erzbischof von Köln.

## Leben

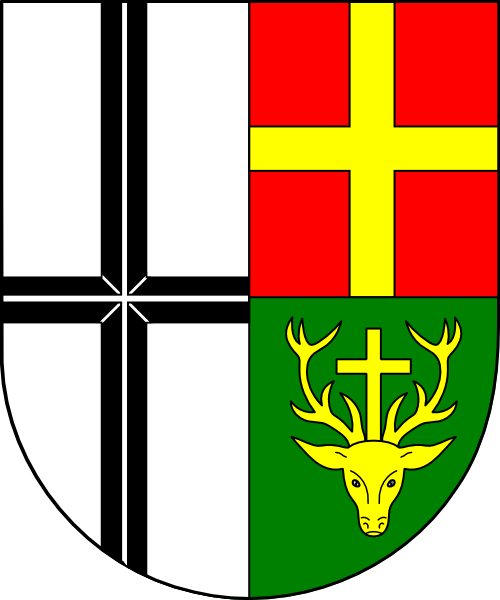
Wappen von Erzbischof Simar

Simar war das jüngste von acht Kindern einer wohlhabenden Kaufmannsfamilie aus Eupen.
Nachdem er in Düren 1853 das Abitur abgelegt hatte, studierte er in Bonn, München und Münster Theologie. Er trat dem Kölner Priesterseminar bei und empfing am 2. Mai 1859 die Priesterweihe. Er war kurz als Kaplan in Bonn tätig, wurde aber bald als Repetent an das Bonner Theologenkonvikt berufen.
Er habilitierte sich in Bonn und übernahm 1864 eine Professur für Moraltheologie. Eine Berufung nach München 1873 schlug er aus. 1880 wurde er Ordinarius in Bonn.
Am 25. Juni 1891 wurde er zum Bischof von Paderborn gewählt, am 25. Februar 1892 spendete ihm Philipp Kardinal Krementz die Bischofsweihe. Am 29. April des gleichen Jahres ernannte ihn Papst Leo XIII. zum Apostolischen Administrator von Anhalt.
Er war 1899 der Wunschkandidat des Kaisers Wilhelm II. und des preußischen Staats für den Stuhl des Erzbischofs von Köln. Tatsächlich wurde er am 24. Oktober 1899 auch vom Kölner Domkapitel zum neuen Erzbischof gewählt. Seine Inthronisierung in Köln erfolgte am 20. Februar 1900. Die staatliche Einflussnahme bei der Wahl führte in Rom zu Missstimmungen, so dass Simar eine Erhebung in das Kardinalskollegium verwehrt blieb. In seiner Amtszeit führte er eine Milderung in der Ausbildung des Priesterseminares herbei und verlängerte zugleich die universitäre Ausbildung der Priesteramtskandidaten.
Hubert Theophil Simar starb in Köln an den Folgen einer Lungenentzündung, die er sich auf einer Visitationsreise zugezogen hatte. Er wurde in der Bischofsgruft des Kölner Doms beigesetzt.
1907 wurde gemutmaßt, das Dekret Lamentabili sane exitu wende sich auch gegen Theologen wie Hubert Theophil Simar: „Bücher wie Simars [...] Paulinische Theologie dürften heute nicht mehr geschrieben werden, weil sie den Apostel Paulus direkt aus den Aposteln herausheben im bewußten Gegensatz zu Petrus und zu jenen Aposteln, die unmittelbar vom Herrn ausgewählt waren.“

## Ehrungen und Auszeichnungen
- Königlicher Kronen-Orden II. Klasse mit Stern[1]
- Roter Adlerorden III. Klasse[1]
- Malteserorden, Ritterkreuz[1]
- Orden vom Heiligen Grab zu Jerusalem, Großkreuz[1]

## Veröffentlichungen (Auswahl)
- Die Theologie des heil. Paulus, uebersichtlich dargestellt. Freiburg i. Br. 1864, 2. Aufl.  1883.
- Lehrbuch der katholischen Moraltheologie. Freiburg i. Br. 1867, 3. Aufl. 1893.
- Der Aberglaube. Köln 1877, 3. Aufl. 1894.
- Das Gewissen und die Gewissensfreiheit. Zehn Vorträge.